# Липецкий академический театр драмы имени Л. Н. Толстого
Ли́пецкий госуда́рственный академи́ческий теа́тр дра́мы и́мени Л. Н. Толсто́го — липецкий областной театр. Адрес: Театральная пл., 2.
Его датой рождения считается 5 июня 1921 года. В последующие годы сложилась единая труппа и репертуар первого городского театра.
В 1954 году с образованием Липецкой области театр становится областным. Он объединил под одной крышей «взрослый», детский и музыкальный театры, что было названо «липецким театральным экспериментом». Эта идея принесла ему первое признание.
5 ноября 1968 года на Красной площади по проекту архитектора М. П. Бубнова построено здание театра на 841 место, из-за чего площадь переименовали в Театральную. (Кстати, по иронии судьбы соседняя улица называется улицей Льва Толстого.) До этого театр располагался в бывшем здании курзала Липецкого курорта на улице Карла Маркса, 1 (в дальнейшем в этом здании до его сноса находилась областная филармония). Первый спектакль — премьерный «Тихий Дон».
В 1981 году театру присвоили имя Л. Н. Толстого. Это единственный в России театр, который носит его имя. В день рождения писателя липецкие артисты выезжают в музей-усадьбу «Ясная Поляна», где выступают со спектаклями, посвященными жизни и творчеству Толстого.
В 1994 году театр получил статус государственного академического.
В репертуаре — произведения А. С. Пушкина, А. Н. Островского, Л. Н. Толстого, А. П. Чехова, М. А. Булгакова, А. Т. Твардовского, М. Хуциева, С. Золотникова. Для детей и подростков играются народные сказки и сюжеты по произведениям Э. Т.-А. Гофмана, Х. К. Андерсена, А. Линдгрен, Л. Кэрролла, Е. Л. Шварца. В последние годы театр потянулся к зарубежной классике; на его сцене можно видеть спектакли по пьесам Ж.-Б. Мольера, Г. Ибсена, Л. Пиранделло, Ф.-Г. Лорки, Т. Уильямса.
С 1977 года художественным руководителем театра был народный артист России В. М. Пахомов (он же был директором). После его смерти в 2007 году театр некоторое время оставался без худрука; его обязанности исполняла Людмила Должикова, экс-заместитель директора по экономике. В августе 2008 года главным режиссёром назначен С. А. Бобровский, прежде руководивший Бийским драматический театром. Людмила Должикова стала директором театра.
В 2018 году контракт с Сергеем Бобровским не продлили. После увольнения Сергея Бобровского часть почитателей его таланта провела собрание у драмтеатра в его поддержку, написало обращение министру культуры и губернатору обращение с требованием не увольнять главрежа. В социальных сетях также развернулась полемика вокруг увольнения Бобровского и сбор подписей под различными петициями в его защиту. И. о. художественного руководителя театра назначен Заслуженный артист России Кравченко Владимир Александрович.

## Труппа театра
- Пахомова (Овчинникова) Ольга Александровна — Народная артистка России, лауреат Госпремии РФ
- Янко, Михаил Леонидович — Народный артист России, лауреат Госпремии РФ
- Чередниченко, Зинаида Владимировна — Народная артистка России
- Чебыкин Николай Петрович — Заслуженный артист России, актер и режиссёр
- Есакова (Кабанова) Любовь Филипповна — Заслуженная артистка России
- Михеев Вячеслав Владимирович — Заслуженный артист России
- Коновалова Людмила Павловна — Заслуженная артистка Республики Дагестан
- Бельский Сергей Аркадьевич — Заслуженный артист России
- Кравченко Владимир Александрович — Заслуженный артист России
- Подрез Елена Борисовна — Заслуженная артистка России
- Азманов Евгений Иванович
- Байбородова Екатерина Леонидовна
- Бокова Лилия Ахмедовна
- Борисов Владимир Николаевич
- Гаврилица Елена Глебовна
- Громоздина Александра Владимировна
- Денисов Сергей Петрович
- Заврин Максим Юрьевич
- Колычева Мария Викторовна
- Литвинов Андрей Николаевич
- Мамедов Эмин Адильевич
- Романова Маргарита Альбертовна
- Скачков Александр Борисович
- Ушакова Маргарита Игоревна
- Абаева Анастасия Сергеевна
- Ачкасова Лилия Сергеевна
- Бельская Екатерина Николаевна
- Болдырев Вячеслав Маркович
- Власов Евгений Викторович
- Гончаров Андрей Викторович
- Гусев Дмитрий Владимирович
- Дмитроченков Максим Александрович
- Касымов Хуррам Мухамеджанович
- Кречет Зоя Валерьевна
- Малиева Залина Радиковна
- Полехина Евгения Александровна
- Сапронов (Сахалинов) Владимир Иванович
- Соловей Мария Юрьевна
- Юрьев Владимир Александрович
- Белояров Александр Игоревич
- Ролдугина (Мунирова) Людмила Николаевна